# Explosió de Madrid de 2022
L'explosió de Madrid de 2022 es va produir el 6 de maig de 2022, després d'una acumulació de gas a Madrid, Espanya. Dues persones van morir i 19 més van resultar ferides.
Abans de l'explosió, diversos veïns van sentir una forta olor de gas. L'explosió es va produir passades les 13.00 hores, al Barri de Salamanca de Madrid. A les 19.00 hores, es van identificar les dues persones que van morir, tots dos treballadors homes.